# Tróndur
Tróndur ist ein männlicher färöischer Vorname.

## Herkunft und Bedeutung
Es handelt sich um die färöische Schreibweise des altnordischen Namens Þrandr (norwegisch Trond, isländisch Þrándur) mit der Bedeutung ‚groß werden und gedeihen‘.

## Bekannte Namensträger
- Tróndur í Gøtu (945–1035), Wikingerhäuptling auf den Färöern
- Tróndur Patursson (* 1944), färöischer Bildender Künstler

## Weitere Namensverwendung
- Tróndur (Schiff), färöische Fähre